# نوکوفتائو
نوکوفتائو (به لاتین: Nukufetau) یک جزیره در تووالو است.

## خصوصیات
نوکوفتائو ۵۸۶ نفر جمعیت دارد.